# Børn i Chile
Børn og institutioner i Chile er en dansk dokumentarfilm fra 1973 med instruktion og manuskript af Bo Raymond Hansen.

## Handling
En film om chilenske børns forskellige opvækstbetingelser. Filmen er fortalt i en dokumentarisk stil. Gennem interviews, besøg på sundhedsklinikker, i børnehaver og hos myndighederne, får man et billede af afgrunden mellem rig og fattig. Som følge af Allende-regeringens reformer, spirer håbet dog.